# Druckvorstufe
Die Druckvorstufe, auch als Prepress bezeichnet, ist ein Teilprozess im industriellen Druckwesen und hat die frühere Bezeichnung Reproduktionstechnik abgelöst. Es handelt sich dabei um eine Zusammenfassung aller Prozesse vor dem Druck, wie zum Beispiel Scanarbeiten, Satzherstellung, Retusche bzw. Bildbearbeitung, Layouterstellung, Erzeugung der Druck-PDF, Ausschießen, beim Offsetdruck Computer to Plate (CTP) und beim Tiefdruck die elektromechanische oder Lasergravur des Druckzylinders. Das Ziel ist dabei die Erstellung einer Druckform für das entsprechende Druckverfahren.
Die Aufgabe der Druckvorstufe besteht darin, Texte, Bilder und Grafiken zu Druckvorlagen zusammenzuführen und für den Druck vorzubereiten. Dabei werden Daten, die vom Kunden kommen, am Computer in druckbare Daten für den Druckprozess umgesetzt. Das Endprodukt war früher meistens ein Film oder eine PostScript-Datei, heute (Stand 2022) ist es ausschließlich eine PDF-Datei.
Bei größeren Projekten wie Büchern, Zeitschriften, Katalogen, Broschüren usw., werden die meisten Arbeiten wie Layout, Satz, Bildbearbeitung, Illustrationen usw., bereits in den Werbeagenturen und Verlagen durchgeführt. Diese liefern an die Druckerei fertige, fachlich korrekt erstellte PDF-Dokumente, so dass die Druckvorstufen-Abteilung in der Druckerei nur mehr das Ausschießen und die Druckformenherstellung (Druckplatte, Tiefdruckzylinder usw.) durchführen muss.

## Druckauftrag
In der Regel wird schon vor der Auftragsvergabe entschieden, in welchem Druckverfahren gedruckt werden soll. Dabei erhält der Offsetdruck das größte Auftragsvolumen, gefolgt vom Tiefdruck, dem Flexodruck und den übrigen Druckverfahren. Die Druckerei sollte vom Kunden vor Auftragserteilung die wesentlichen Informationen erhalten, dazu gehören die Auflagenhöhe, der Bedruckstoff (Papier, Karton oder Kunststoff), die Anzahl und Art der Druckfarben, die Weiterverarbeitung und gegebenenfalls eine Versandliste.

## Ausschießen der Druckdaten
Unter Ausschießen versteht man das Anordnen der einzelnen Seiten der Druckdatei auf dem Druckbogen (Vorderseite (Schöndruck) oder Rückseite (Widerdruck)). Zur Berechnung des Seitenaufbaus und der Platzierung (damit die richtige Reihenfolge nach dem Falzen und Schneiden weiterhin besteht) wird eine spezielle Ausschieß-Software verwendet, wie ApogeeX (AGFA), Prinect Signa Station (HEIDELBERG), Preps (Kodak), GRAPHIAware Nicola (GRAPHIA) oder Imposition Publisher (Farrukh Systems).
Nach dem Ausschießen werden noch weitere Elemente zum Plattenstand platziert:
- Minispots: Messelemente mit Raster- und Volltonfeldern zur Farb- und Prozesskontrolle
- Farbkontrollstreifen: Zur Überwachung der gleichmäßigen Farbdichte
- Plattenkontrollkeil: Für die Erstellung auflagenstabiler Druckplatten

## Software
Zu den geläufigen Programmen der Druckvorstufe gehören im Bereich des Desktop-Publishing, also der Layout- und Seitenmontage, QuarkXPress und Adobe InDesign. Neben diesen proprietären Programmen kommt auch das freie Programm Scribus zum Einsatz, und das freie Satzsystem LaTeX wird gern für wissenschaftliche Texte mit hohen Ansprüchen an die typografische Qualität verwendet. Weitere Grafiksoftware ist z. B. Adobe Photoshop, das im Bereich der Bildbearbeitung ebenso wie das freie GIMP verwendet wird, sowie Illustrator, FreeHand, CorelDraw, RagTime oder das freie Inkscape, die vorwiegend zur Erstellung von Illustrationen, wie z. B. Logos, Cliparts usw., benutzt werden. Im Verpackungsdruck werden häufig die Programme von Esko eingesetzt.

## Database Publishing
Zu den modernsten Ansätzen in diesem Bereich gehört das datengestützte Publizieren (Database Publishing), bei dem vollautomatisiert komplexe Dokumente erzeugt werden können. Dies wird durch Regelsätze ermöglicht, in denen Layoutregeln explizit abgebildet werden. Eine 100-prozentige Automatisierung ist bereits heute möglich, wenn die zu publizierenden Daten vorstrukturiert vorliegen. Systeme wie DocScape oder Corel Ventura ermöglichen eine solche Vorgehensweise und führen zum Teil zu erheblichen Einsparungen in der Vorstufe.

## Berufe in der Druckvorstufe
Die früher zahlreichen Berufe in der Druckvorstufe, von denen es die meisten nicht mehr gibt, sind in Deutschland seit 2007 unter der Bezeichnung Mediengestalter Digital und Print zusammengefasst. Es gibt drei Fachrichtungen, nämlich Beratung und Planung, Konzeption und Visualisierung, sowie Gestaltung und Technik. Generell gilt eine dreijährige Ausbildungszeit. In der Schweiz wird die Berufsbezeichnung „Polygraf“ verwendet. Dort gibt es nur zwei Fachrichtungen, Medienproduktion und Mediengestaltung.
In Österreich gibt es nach wie vor den Beruf des Druckvorstufentechnikers, der vom Medientechniker abgegrenzt ist. Die duale Berufsausbildung erfolgt im gleichnamigen Lehrberuf und dauert 3½ Jahre.